# 평양시간
평양시간(平壤時間, PYT, Pyongyang Time)은 조선민주주의인민공화국에서 공식적으로 사용하였던 표준시(UTC+08:30)를 말한다.

## 표준시 변경
조선민주주의인민공화국은 1945년 광복 이후 내내 UTC+09:00를 표준시로 사용하였는데, 2015년 8월 15일부터 표준시를 UTC+08:30으로 변경하였다. 새로운 시간대 도입 배경으로는, 조선중앙텔레비죤에서 평양시간의 변경 이유를 일제의 100년 죄악을 결산하고 우리나라에서 일제식민지 통치의 잔재를 흔적도 없이 청산하기 위함이라고 설명하였다. 그러나, 2018년 4월 27일에 열린 2018년 제1차 남북정상회담을 계기로 하여 같은 해 5월 5일 0시부터 UTC+09:00으로 표준시를 재변경하였다. 이에 따라 2018년 5월 4일 23시 30분이 5월 5일 0시로 조정되었다.

## 역사
- 1434년 11월 2일(세종 16년 음력 10월 2일) : 세종대왕이 해시계(앙부일구)를 만들어 서울 혜정교(현 광화문우체국 북쪽)와 종묘 앞에 설치.

- 근대적인 개념의 표준시가 없었던 시대. 서울의 경도는 동경 127도이므로, 당시 한성(서울)의 시각은 오늘날의 UTC+08:28.
- 1908년 4월 1일 : 경부선과 경의선의 완전 개통을 계기로 한반도를 관통하는 동경 127도 30분을 기준으로 한 UTC+08:30을 표준시로 첫 시행.[4]
- 1912년 1월 1일 : 일본 제국의 조선총독부가 동경 135도를 기준으로 하는 일본 표준시(UTC+09:00)와 동일하게 한반도의 표준시를 변경.[5][6]
- 2015년 8월 15일 : UTC+09:00를 표준시로 사용한 조선민주주의인민공화국이 UTC+08:30을 표준시로 변경함.
- 2018년 5월 5일 : 표준시를 UTC+09:00로 재변경.[3]

## 같이 보기
- 한국 표준시
- 일본 표준시
- UTC+08:30
- UTC+09:00
- 시간대
- 협정 세계시 (UTC)
- 그리니치 평균시 (GMT)